# Burchia
Burchia é um gênero de gastrópodes pertencente a família Pseudomelatomidae.

## Espécies
- Burchia semiinflata (Grant & Gale, 1931)
- Burchia spectabilis Sysoev & Taylor, 1997[2]

Espécies trazidas para a sinonímia
- Burchia redondoensis (T. Burch, 1938): sinônimo de Burchia semiinflata (Grant & Gale, 1931)
- Burchia clionella Dall, 1908: sinônimo de Leucosyrinx clionella Dall, 1908